# ويليام كوبر (رجل أعمال)
ويليام كوبر هو شخصية أعمال كندي، ولد في 1761، وتوفي في 1840.